# Acyclania schadei
Acyclania schadei là một loài bướm đêm thuộc họ Noctuidae.